# Chiny na Zimowej Uniwersjadzie 2009
Chiny na Zimowej Uniwersjadzie w Harbinie reprezentowało 199 zawodników.

## Kadra

### Biathlon
- Chen Haibin
- Li Zhonghai
- Li Zhiquang
- Li Huanjie
- Li Yang
- Liu Liming
- Liu Yuanyuan
- Song Chaoging
- Song Xujia
- Tan Xiaoxia
- Tang Jialin
- Wang Songtao
- Wu Jun
- Xu Yinghui
- Zhang Long

### Biegi narciarskie
- Bian Wenyou
- Bu He
- Dong Wengiang
- Guo Liping
- Jia Song
- Li Jingdong
- Peng Yonghong
- Song Xinxue
- Sun Qinghai
- Tang Jinle
- Tang Jialin
- Wang Libo
- Xia Wan
- Xu Yinghui
- Zhang Zheng
- Zhou Hu

### Curling
- Chen Lu, Liu Rui, Wang Fengchun, Xu Ziaoming, Zang Jialiang - turniej mężczyzn
- Liu Yin, Liu Jinli, Wang Bingyu, Yue Qianshuang, Zhou Yan - turniej kobiet

### Hokej na lodzie
- Cao Longhai, Chen Lei, Cui Zhinan, Dong Liang, Du Chao, Fu Nan, Guan Jian, Jiang Jun, Lang Bingyu, Liu Liang, Liu Yingkui, Meng Qingyuan, Qu Yidong, Sun Chao, Wang Yang, Wang Xiaonan, Wu Huizi, Wu Qiong, Xie Ming, Xue Tao, Zhang Weiyang, Zhao Xing - turniej mężczyzn

Mecze grupowe
| Chiny  | : | Kazachstan      |
| Kanada | : | Chiny           |
| Chiny  | : | Wielka Brytania |
| Czechy | : | Chiny           |

- Cui Shanshan, Fu Yue, Gao Fujin, Huang Haijing, Huo Cui, Jia Dandan, Jiang Na, Jin Fengling, Lou Yue, Ma Rui, Mao Jing, Qi Xueting, Shi Yao, Su Ziwei, Sun Rui, Tan Angi, Tang Liang, Nan Wang, Yu Baiwei, Zhang Ben, Zhang Shuang, Zhang Lu - turniej kobiet

Mecze grupowe
| Chiny           | : | Słowacja  |
| Japonia         | : | Chiny     |
| Chiny           | : | Finlandia |
| Kanada          | : | Chiny     |
| Wielka Brytania | : | Chiny     |

### Kombinacja norweska
- Li Chao
- Sun Jianping
- Tian Zhandong
- Yang Guang

### Łyżwiarstwo figurowe
- Dong Haibo
- Gao Song
- Guo Jiameimei
- Huang Xintong
- Li Jiagi
- Liu Yan
- Meng Fei
- Wang Chen
- Wang Yueren
- Wu Yiming
- Wu Jialiang
- Xu Ming
- Xu Binshu
- Xu Jiankun
- Yu Xiaouyang
- Zhang Dan
- Zhang Hao
- Zheng Xun

### Łyżwiarstwo szybkie
- An Weijiang
- Cheng Yue
- Dong Feifei
- Fu Chunyan
- Ji Jia
- Jin Peiyu
- Jin Xin
- Liu Fangyi
- Nan Minghao
- Ren Hui
- Ren Zhenhua
- Sheng Xiaomei
- Wang Fei
- Xu Jinjin
- Yu Fengtong
- Yu Jing
- Zhang Zhonqqi
- Zhang Lu
- Zhang Shuang
- Zhang Yaolin

### Narciarstwo alpejskie
- Du Juanjuan
- Huang Haibin
- Li Guangxu
- Li Lei
- Li Yang
- Liu Yu
- Liu Yang
- Qin Xiyue
- Ren Zhipeng
- Song Kun
- Sun Lingling
- Xia Lina
- Wang Jingxin
- Yu Yongyou
- Zhang Yuxin
- Zheng Min
- Zhou Dongjun

### Narciarstwo dowolne
- Cheng Shuang
- Dai Shuangfei
- Jia Zongyang
- Li Nina
- Li Ke
- Liu Zhonqqing
- Qi Guanqpu
- Wu Chao
- Yue Haitao
- Zhang Xin
- Zhao Shanshan
- Zhao Qian

### Short track
- Chen Xin
- Chen Shangpeng
- Gao Ming
- Li Wenwen
- Li Jianrou
- Liu Qiuhong
- Meng Xiaoxue
- Sun Linlin
- Wang Hongyang
- Xu Peng
- Zhang Zhiqiang
- Zhou Yang

### Snowboard
- Chen Xu
- Gao Fan
- Guo Lin
- Huang Shiying
- Li Xiaotong
- Li Fengfeng
- Liu Jiayu
- Niu Jiagi
- Shi Wancheng
- Sun Zhifeng
- Wu Lihua
- Xu Dechao
- Xu Ke
- Zeng Xiaoye
- Zhang Xiao
- Zhao Junbo
- Zheng Zheng
- Zheng Nannan

### Skoki narciarskie
- Cui Linlin
- Gong Peilin
- Ji Min
- Li Zhenhuan
- Li Qiang
- Li Chao
- Ma Yunshan
- Sun Jianping
- Tian Zhandong
- Wang Jianxun
- Xing Chenhui
- Yang Guang
- Zhou Yanyan